# Kim Min-kyun
Kim Min-kyun est un footballeur sud-coréen né le 30 novembre 1988 à Gimpo. Il évolue au poste de milieu de terrain.

## Biographie
Kim Min-kyun participe à la Coupe d'Asie des nations des moins de 19 ans en 2006 avec la Corée du Sud. Les jeunes coréens se classent troisième du tournoi.
En 2009, Kim Min-kyun commence sa carrière professionnelle avec le club coréen du Daegu FC. Avec cette équipe, il dispute un total de 37 matchs en K-league.
En 2011, il rejoint le club japonais du Fagiano Okayama. Avec cette équipe, il joue un total de 73 matchs en J-League 2, inscrivant 10 buts dans ce championnat.
En 2013, Kim Min-kyun est transféré au club polonais du Jagiellonia Bialystok. Le club évolue en Ekstraklasa (1re division polonaise).